# Стефан Базелков
Доц. Стефан Христев Базелков е автор на повече от 60 публикации – статии, учебни ръководства и учебници. Той е дългогодишен изграден планинар и ски-учител, изявен специалист в сферата на СМР по алпийски способ.

## Биография
Стефан Базелков е роден на 19 май 1958 година в град Смолян. През 1983 година завършва специалност Хандбал във ВИФ „Георги Димитров“, София.
В периода от 1983 до 1987 година работи като базов учител по физическо възпитание и спорт, а от 1987 година постъпва в Шуменски университет „Епископ Константин Преславски“, където работи понастоящем в катедра „Теория и методика на физическото възпитание и спорт“. Притежава научната степен „доктор“ по специалността Теория и методика на физическото възпитание и спортната тренировка, а през 2008 година му е присъдено научното звание „доцент“.